# TV8 (Turquía)

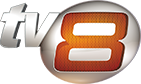

TV8 es una estación de televisión propiedad de MNG Media Group, que comenzó a transmitir el 22 de febrero de 1999. Su propietario actual es Acun Ilıcalı. Fuera de la transmisión terrestre TV por Cable, Teledünya, Tivibu, Digiturk, D-Smart y transmisiones satelitales para llegar a la audiencia.

## Historia
TV8 como canal de noticias comenzó a emitir en 2005, pasando a formar parte del formato y logotipo al cambiar los canales de entretenimiento. Los programas incluyen música, entretenimiento, concursos, deportes, charlas y noticias. El 17 de marzo de 2016, TV8 anunció que había adquirido los derechos de transmisión de Fórmula 1 por una temporada. TV8 es la emisora local de programas de televisión como The Voice, Got Talent, Survivor y Utopia.
En agosto de 2014, TV8 abandonó el cambio de marca de 2013 e introdujo un nuevo logotipo que ya no presenta el número 8 plateado en un óvalo. El logotipo es, en cambio, un número 8 con vidrio degradado plateado que es brillante y explota sus tres curvas de color rojo, azul y blanco. La palabra "tv" ya no está en minúsculas porque se convierte en mayúsculas y se conecta dos veces para ellos. Esto puso fin a la era del logotipo de metal número 8 de TV8 al darle a la estación un logotipo "8" con vidrio degradado plateado creado por Racecar y Red Bee Media. El nuevo logotipo hizo su primer debut al aire el 1 de septiembre de 2014 al reproducir un nuevo tema musical acompañado de un nuevo eslogan que decía "Beraberiz".